# Lirularia lirulata
Lirularia lirulata är en snäckart som först beskrevs av Carpenter 1864.  Lirularia lirulata ingår i släktet Lirularia och familjen pärlemorsnäckor. Inga underarter finns listade i Catalogue of Life.